# Salzburg24
Salzburg24 ist ein Newsportal für Salzburg, das seine Leser mit aktuellen Nachrichten aus Salzburg, Österreich und aus aller Welt versorgt. Das Portal ist ein Tochterunternehmen der Salzburger Nachrichten. Es agiert unabhängig und mit einer eigenen Redaktion.

## Geschichte
Die Idee für das erste Online-Nachrichtenportal in Salzburg entstand im Vorarlberger Medienunternehmen Russmedia (bis 2012 Vorarlberger Medienhaus). Am 23. November 2007 ging Salzburg24 erstmalig online und ist seither unter der Web-Adresse www.salzburg24.at auffindbar. Im August 2012 wurde das Portal an die Salzburger Nachrichten verkauft. Die damals sieben Mitarbeitenden aus Redaktion und Verkauf wurden dabei übernommen. War Salzburg24 bei der Gründung zunächst in der Innsbrucker Bundesstraße ansässig, zog die Redaktion im Anschluss für einige Jahre in die Alpenstraße in das Zentrum Herrnau.
Ein Jahr nach der Übernahme durch die SN übersiedelte die Belegschaft 2013 in die Räumlichkeiten der Salzburg Digital GmbH (Geschäftsführer Robert Rosin und Roman Minimayr), einer 100-prozentigen Tochter der Salzburger Nachrichten, in die Karolingerstraße 1. Das Nachrichtenportal war zu dem Zeitpunkt in die SN-Tochter eingegliedert. 2019/2020 wurden die in der Salzburg Digital GmbH angesiedelten Bereiche Online Marketing, Technik und Rubrikenmärkte wieder im Mutterhaus integriert, die Redaktion blieb alleinig in der Salzburg Digital GmbH. Die bisherige Chefredakteurin Nicole Schuchter übernahm neben Roman Minimayr auch die Funktion der Geschäftsführung. 2021 wurde die Salzburg Digital in Salzburg24 GmbH umfirmiert, Schuchter übernahm die alleinige Geschäftsführung, Minimayr trat nach 45 Jahren im Dienste der Salzburger Nachrichten in den Ruhestand. Inzwischen ist der Sitz der Redaktion im Mutterhaus, dem Salzburger Pressezentrum an der Adresse Karolingerstraße 40. Die Salzburg24 GmbH fungiert als eigene Firma weiterhin als Tochterunternehmen der SN. Im Jahr 2018 fand der letzte große Relaunch der Webseite statt.

## Unternehmensstruktur
Die Redaktion von Salzburg24 befindet sich im Pressezentrum in der Karolingerstraße 40 in der Stadt Salzburg. Beteiligte Gesellschaft der Salzburg24 GmbH ist zu 100 Prozent die Salzburger Nachrichten Verlagsgesellschaft m.b.H. & Co KG. Stefan Tschandl war von 2007 bis 2010 Chefredakteur, seither ist Nicole Schuchter Chefredakteurin. Im Jahr 2020 übernahm sie auch die Geschäftsführung. Als Stellvertreter in der Redaktion stehen ihr Thomas Pfeifer und Moritz Naderer zur Seite.
Das Portal agiert unabhängig und mit einer eigenen Redaktion. Alle Inhalte sind für die User kostenfrei verfügbar. Die Finanzierung wird über Werbeinhalte sichergestellt.

## Inhalt
Das Online-Nachrichtenportal ist insbesondere auf das aktuelle Tagesgeschehen im Bundesland Salzburg fokussiert. Im Zuge dessen wird eine enge Zusammenarbeit mit den regionalen Einsatzkräften gepflegt.
Auch der Regionalsport nimmt auf Salzburg24 eine wichtige Rolle ein. Regelmäßig wird über Fußballspiele aus Bundesliga und Unterhaus sowie Eishockey-Matches in Livetickern in Echtzeit berichtet. Daneben gibt es zahlreiche Hintergrundberichte aus dem lokalen Sport.
Als weitere wichtige redaktionelle Säule gelten Event- und Partybilder. Fotografen auf Werkvertragsbasis sind dafür im ganzen Bundesland für Salzburg24 auf diversen Veranstaltungen unterwegs. Die Redaktion produziert zudem eigene Podcast- und Video-Beiträge, die die News-Inhalte multimedial begleiten. Neben der regionalen Berichterstattung sind auch relevante Ereignisse aus Österreich und der Welt auf dem Portal zu finden. Ergänzend gibt es die beiden Rubrikenmärkte „Jobs in Salzburg“ und „Immobilien in Salzburg“. Über einen Drittanbieter wird die Datingseite „Singles in Salzburg“ betrieben.
Salzburg24 informiert seine User zudem über Push-Benachrichtigungen via App oder Browser sowie über den Facebook-Messenger. Einmal täglich wird ein redaktioneller Newsletter versandt. Neben der eigenen Webseite ist Salzburg24 auch auf unterschiedlichen Social-Media-Kanälen mit eigenständigen Profilen vertreten: So etwa auf Facebook (89.311 Gefällt-mir-Angaben, Stand: 20. Jänner 2023), Instagram (33.600 Follower, Stand: 20. Jänner 2023), Twitter (3.442 Follower, Stand: 20. Jänner 2023) und TikTok (924 Follower, Stand: 15. März 2023).
Vor allem auf Instagram forciert die Redaktion eine interaktive Kommunikation mit den Benutzer. Unter dem Hashtag #dasistsalzburg sind die Beiträge der Redaktion sowie Bildmaterial von User ersichtlich.

## Reichweite
Die ÖWA-Kennzahlen (Österreichische Web-Analyse) vom Dezember 2022 weisen Salzburg24 1,5 Millionen Unique Clients (Zahl der verwendeten Endgeräte, von denen aus auf die Seite zugegriffen wird) sowie knapp 5,9 Millionen Webseiten-Besuche pro Monat aus. Zwei Drittel der User waren laut ÖWA Plus vom Oktober 2022 zwischen 30 und 59 Jahre alt.

## Team
Das Team zählt neben der Chefredakteurin und Geschäftsführerin Nicole Schuchter zehn Redakteure sowie eine Assistentin der Geschäftsführung. Daneben arbeitet Salzburg24 mit einer Vielzahl an lokalen Fotografen auf Werkvertragsbasis. Im April 2022 wurde Salzburg24 im großen Ranking des Branchenmagazins „Österreich Journalist:in“ mit einem Durchschnittsalter von 30,7 Jahren als jüngste Redaktion Österreichs geführt.